# مايومي أساكا
مايومي أساكا (باليابانية: 朝加真由美؛ بالكانا: あさか まゆみ) هي مغنية وممثلة يابانية، ولدت في 6 سبتمبر 1955 في هوكوتو في اليابان.

## وصلات خارجية
- مايومي أساكا على موقع IMDb (الإنجليزية)
- مايومي أساكا على موقع ألو سيني (الفرنسية)
- مايومي أساكا على موقع ميوزك برينز (الإنجليزية)
- مايومي أساكا على موقع ديسكوغز (الإنجليزية)
- مايومي أساكا على موقع قاعدة بيانات الفيلم (الإنجليزية)
- مايومي أساكا على موقع كينوبويسك (الروسية)
- مايومي أساكا على موقع ANN person (الإنجليزية)